# Nazionale maschile di pallavolo dell'Australia
La nazionale maschile di pallavolo dell'Australia è una squadra asiatica e oceaniana composta dai migliori giocatori di pallavolo dell'Australia ed è posta sotto l'egida della Federazione pallavolistica dell'Australia.

## Rosa
Segue la rosa dei giocatori convocati per l'AVC Challenge Cup 2024.
| N° | Nome                 | Ruolo | Data di nascita  | Squadra             |
| -- | -------------------- | ----- | ---------------- | ------------------- |
| 1  | Beau Graham          | C     | 17 aprile 1994   | Kladno              |
| 2  | Arshdeep Dosanjh     | P     | 30 luglio 1996   | NOVA                |
| 4  | Jackson Holland      | L     | 30 novembre 1998 | Savo                |
| 8  | Trent O'Dea          | C     | 11 maggio 1994   | Nagano Tridents     |
| 9  | Matt Aubrey          | O     | 18 agosto 1997   | TalTech             |
| 10 | Sam Flowerday        | S     | 30 maggio 2002   | Thompson Rivers     |
| 11 | Luke Perry           | L     | 20 novembre 1995 | Warta Zawiercie     |
| 12 | Nehemiah Mote        | C     | 21 giugno 1993   | Charlottenburg      |
| 13 | Thomas Heptinstall   | O     | 1º marzo 1999    | Bengaluru Torpedoes |
| 19 | William D'Arcy-Miles | S     | 25 febbraio 2003 | UC Irvine           |
| 21 | Nicholas Butler      | P     | 27 giugno 1997   | Dinamo Bucarest     |
| 27 | Max Senica           | S     | 19 agosto 1999   | Ahmedabad Defenders |
| 29 | Ethan Garrett        | S     | 1º febbraio 2001 | Rennes              |
| 37 | Jacob Baird          | C     | 1º marzo 2003    | Saskatchewan        |

## Risultati

### Competizioni FIVB
| 1964 | non qualificata | -            |
| 1968 | non qualificata | -            |
| 1972 | non qualificata | -            |
| 1976 | non qualificata | -            |
| 1980 | non qualificata | -            |
| 1984 | non qualificata | -            |
| 1988 | non qualificata | -            |
| 1992 | non qualificata | -            |
| 1996 | non qualificata | -            |
| 2000 | 8º posto        | Convocazioni |
| 2004 | 11º posto       | Convocazioni |
| 2008 | non qualificata | -            |
| 2012 | 9º posto        | Convocazioni |
| 2016 | non qualificata | -            |
| 2020 | non qualificata | -            |
| 2024 | non qualificata | -            |

| 1949 | non qualificata | -            |
| 1952 | non qualificata | -            |
| 1956 | non qualificata | -            |
| 1960 | non qualificata | -            |
| 1962 | non qualificata | -            |
| 1966 | non qualificata | -            |
| 1970 | non qualificata | -            |
| 1974 | non qualificata | -            |
| 1978 | non qualificata | -            |
| 1982 | 22º posto       | Convocazioni |
| 1986 | non qualificata | -            |
| 1990 | non qualificata | -            |
| 1994 | non qualificata | -            |
| 1998 | non qualificata | -            |
| 2002 | 19º posto       | Convocazioni |
| 2006 | 21º posto       | Convocazioni |
| 2010 | 19º posto       | Convocazioni |
| 2014 | 15º posto       | Convocazioni |
| 2018 | 14º posto       | Convocazioni |
| 2022 | non qualificata | -            |

| 2018 | 13º posto       | Convocazioni |
| 2019 | 13º posto       | Convocazioni |
| 2021 | 16º posto       | Convocazioni |
| 2022 | 16º posto       | Convocazioni |
| 2023 | non qualificata | -            |
| 2024 | non qualificata | -            |

| 1965 | non qualificata | -            |
| 1969 | non qualificata | -            |
| 1977 | non qualificata | -            |
| 1981 | non qualificata | -            |
| 1985 | non qualificata | -            |
| 1989 | non qualificata | -            |
| 1991 | non qualificata | -            |
| 1995 | non qualificata | -            |
| 1999 | non qualificata | -            |
| 2003 | non qualificata | -            |
| 2007 | 8º posto        | Convocazioni |
| 2011 | non qualificata | -            |
| 2015 | 9º posto        | Convocazioni |
| 2019 | 11º posto       | Convocazioni |
| 2023 | non qualificata | -            |

### Competizioni AVC
| 1975 | 4º posto        | Convocazioni |
| 1979 | 4º posto        | Convocazioni |
| 1983 | 6º posto        | Convocazioni |
| 1987 | 11º posto       | Convocazioni |
| 1989 | 10º posto       | Convocazioni |
| 1991 | 4º posto        | Convocazioni |
| 1993 | 6º posto        | Convocazioni |
| 1995 | 5º posto        | Convocazioni |
| 1997 | 3º posto        | Convocazioni |
| 1999 | 2º posto        | Convocazioni |
| 2001 | 2º posto        | Convocazioni |
| 2003 | 4º posto        | Convocazioni |
| 2005 | 8º posto        | Convocazioni |
| 2007 | 1º posto        | Convocazioni |
| 2009 | 7º posto        | Convocazioni |
| 2011 | 4º posto        | Convocazioni |
| 2013 | 5º posto        | Convocazioni |
| 2015 | 5º posto        | Convocazioni |
| 2017 | 8º posto        | Convocazioni |
| 2019 | 2º posto        | Convocazioni |
| 2021 | 6º posto        | Convocazioni |
| 2023 | non qualificata | -            |

| 2008 | 5º posto | Convocazioni |
| 2010 | 5º posto | Convocazioni |
| 2012 | 7º posto | Convocazioni |
| 2014 | 7º posto | Convocazioni |
| 2016 | 6º posto | Convocazioni |
| 2018 | 6º posto | Convocazioni |
| 2022 | 8º posto | Convocazioni |

| 2018 | non qualificata | -            |
| 2022 | non qualificata | -            |
| 2023 | 5º posto        | Convocazioni |
| 2024 | 8º posto        | Convocazioni |
| 2025 | 5º posto        | Convocazioni |

### Competizioni estinte
| 1990 | non qualificata | -            |
| 1991 | non qualificata | -            |
| 1992 | non qualificata | -            |
| 1993 | non qualificata | -            |
| 1994 | non qualificata | -            |
| 1995 | non qualificata | -            |
| 1996 | non qualificata | -            |
| 1997 | non qualificata | -            |
| 1998 | non qualificata | -            |
| 1999 | 10º posto       | Convocazioni |
| 2000 | non qualificata | -            |
| 2001 | non qualificata | -            |
| 2002 | non qualificata | -            |
| 2003 | non qualificata | -            |
| 2004 | non qualificata | -            |
| 2005 | non qualificata | -            |
| 2006 | non qualificata | -            |
| 2007 | non qualificata | -            |
| 2008 | non qualificata | -            |
| 2009 | non qualificata | -            |
| 2010 | non qualificata | -            |
| 2011 | non qualificata | -            |
| 2012 | non qualificata | -            |
| 2013 | non qualificata | -            |
| 2014 | 5º posto        | Convocazioni |
| 2015 | 8º posto        | Convocazioni |
| 2016 | 12º posto       | Convocazioni |
| 2017 | 15º posto       | Convocazioni |

| 2018 | non qualificata | -            |
| 2019 | non qualificata | -            |
| 2022 | 5º posto        | Convocazioni |
| 2023 | non qualificata | -            |
| 2024 | non qualificata | -            |

| 1993 | non qualificata | -            |
| 1997 | 6º posto        | Convocazioni |
| 2001 | non qualificata | -            |
| 2005 | non qualificata | -            |
| 2009 | non qualificata | -            |
| 2013 | non qualificata | -            |
| 2017 | non qualificata | -            |